# Península El Páramo
Península El Páramo är en halvö i Argentina.   Den ligger i provinsen Eldslandet, i den södra delen av landet, 2 200 km söder om huvudstaden Buenos Aires.